# Companhia Paulista de Estradas de Ferro

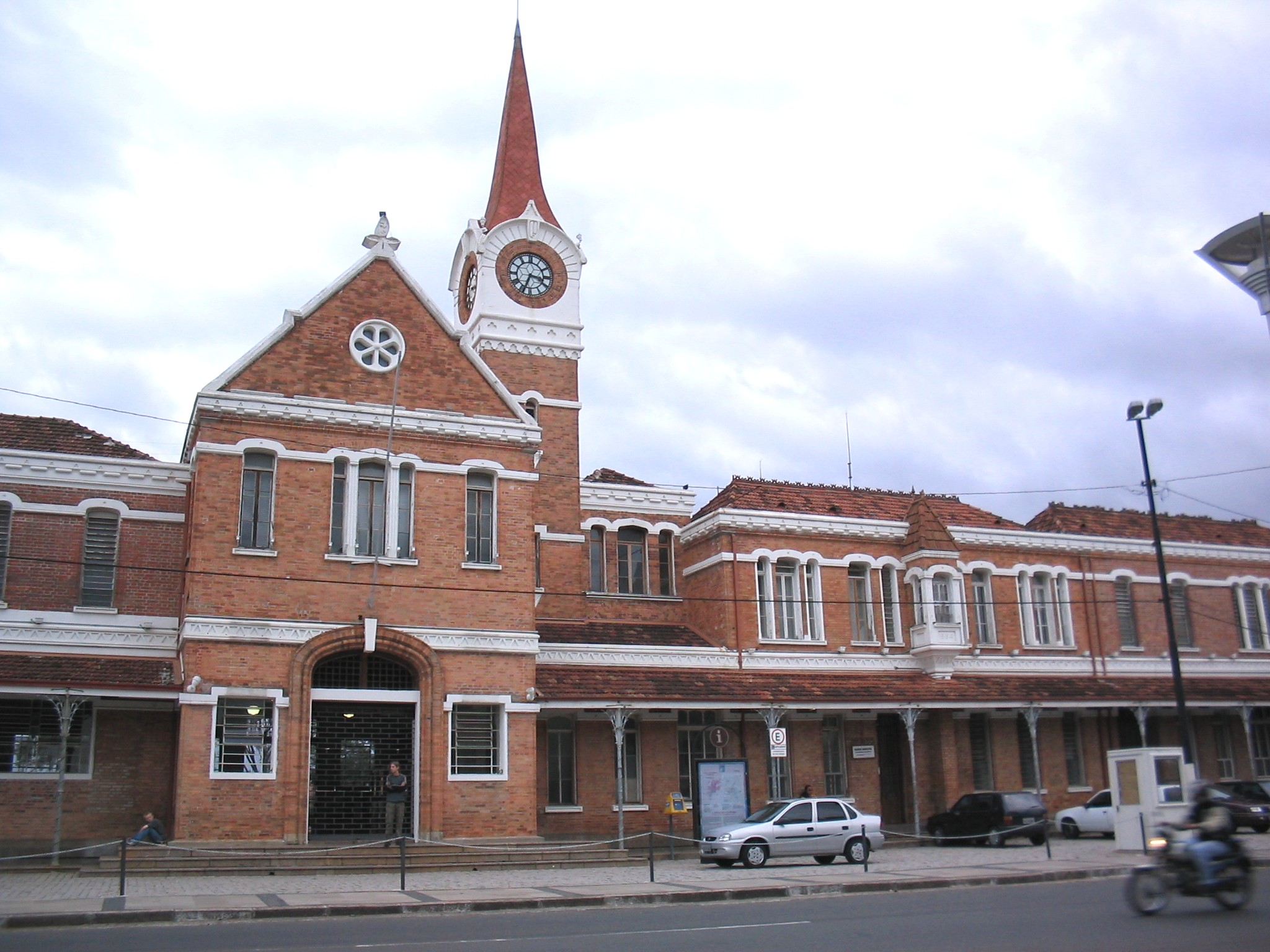
Bahnhof von Campinas

Die Companhia Paulista de Estradas de Ferro war eine brasilianische Eisenbahngesellschaft, die zwischen 1868 und 1971 im Hinterland von São Paulo eine Hauptbahn in Breitspur (1600 mm) und zahlreiche Nebenbahnen (in Spurweite 1000 mm) betrieb. Das Unternehmen mit Sitz in Jundiaí gehörte zu den Innovatoren in seiner Branche und war bei seinen Kunden für guten Service und Pünktlichkeit bekannt.

## Gründung

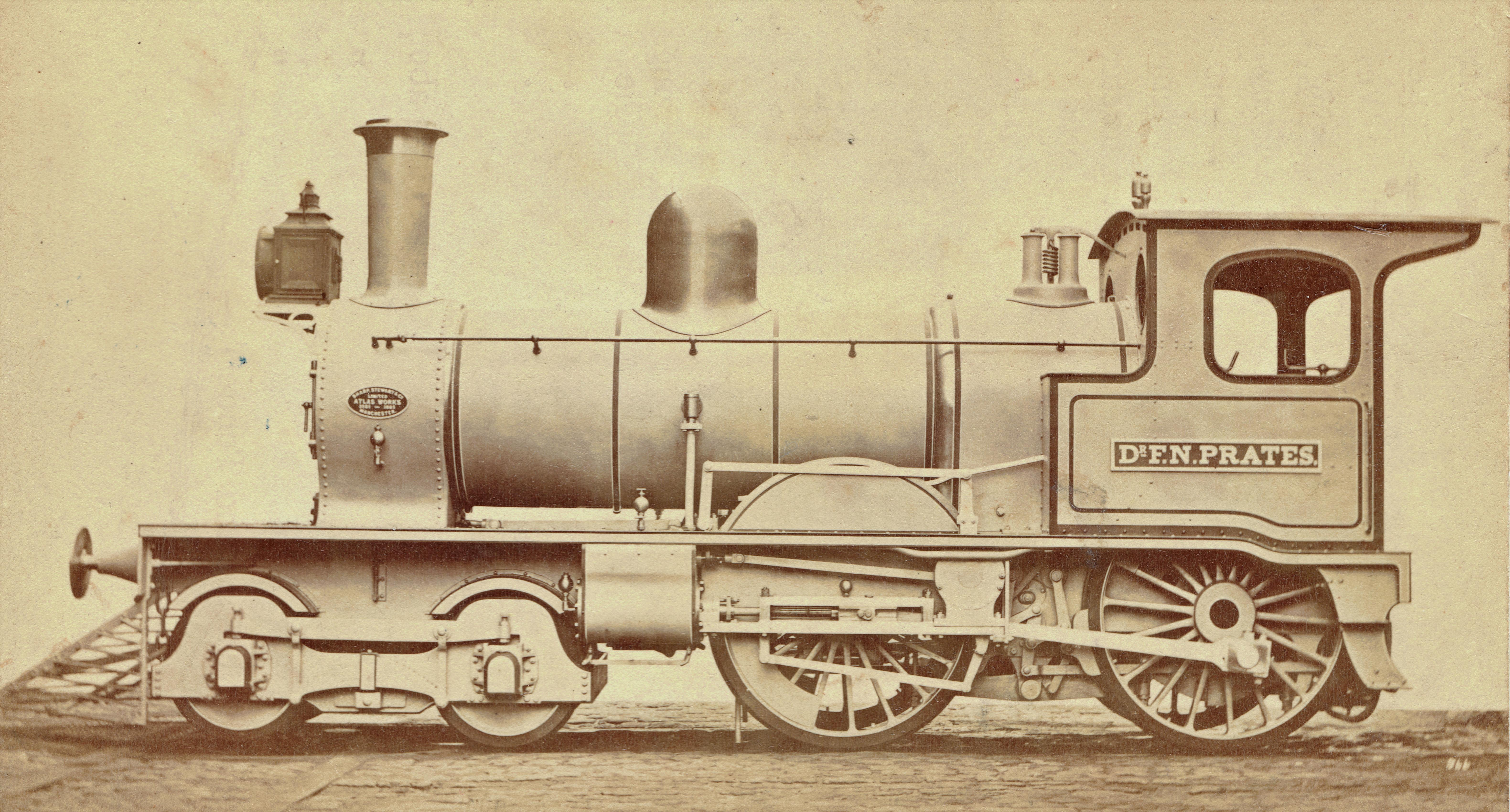
Lokomotive Nr. 16, 1885

Die Idee, eine Eisenbahn zu errichten, entstand in den frühen 1860er Jahren, als Grundbesitzer, Händler und Kapitalisten nach einer Möglichkeit suchten, den Kaffee, der im Inneren von São Paulo angebaut wurde, zu transportieren. Sie strebten an, dass die São Paulo Railway, auch Inglesa (die englische) genannt, die bereits die Strecke Santos-Jundiaí gebaut hatte und betrieb, diese Strecke nach São João do Rio Claro (das heutige Rio Claro) verlängerte, vor allem weil sie dafür schon die Konzession hatte.
Die Entscheidung, die Companhia Paulista zu gründen, fiel, nach dem São Paulo Railway die Streckenverlängerung ablehnte und dies mit den im Paraguaykrieg erlittenen Verlusten begründete. Selbst eine Verlängerung nur bis Campinas war unmöglich und die Strecke der São Paulo Railway reichte so nur bis nach Jundiaí, wo die Strecke der Companhia Paulista beginnen und weiter ins Landesinnere führen sollte.
Der damalige Präsident der Provinz São Paulo, Joaquim Saldanha Marinho, spielte bei der Gründung eine entscheidende Rolle, indem er die Interessen der Grundbesitzer und Kapitalisten, die normalerweise unvereinbar waren, bündelte.
Die Gesellschaft wurde am 30. Januar 1868 gegründet. Ihr erster Präsident war Clemente Falcão de Sousa Filho. Die Bauarbeiten begannen jedoch mehr als ein Jahr später, nachdem die kaiserliche Regierung die Satzung der Gesellschaft genehmigt hatte. Am 11. August 1872, wurde der erste Streckenabschnitt eingeweiht. Er reichte mit einer Spurweite von 1600 mm von Jundiaí nach Campinas.

## Ausbau

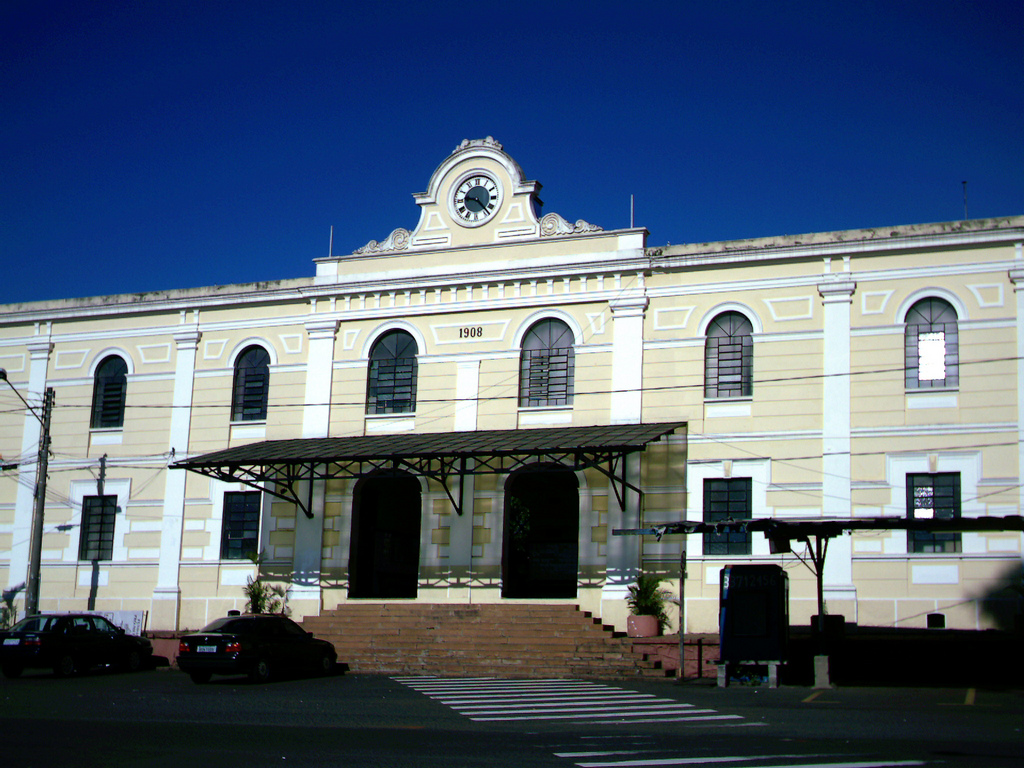
Bahnhof von São Carlos

Der Ausbau der Strecke ins Landesinnere wurde vorangetrieben und erreichte Rio Claro im Jahr 1875 sowie Descalvado im Jahr 1876. Danach stockte der Ausbau, nachdem sich die Gesellschaft politischem Druck einflussreicher Fazendeiros nicht beugen wollte, welche forderten, dass die Verlängerung nach São Carlos über Morro Pelado (das heutige Analândia) führen sollte.
Der Gesellschaft wurde von der Provinzverwaltung unter Laurindo Abelardo de Brito nicht gestattet, ihre Stammstrecke in Richtung Ribeirão Preto weiterzubauen, obwohl dies die logische Richtung gewesen wäre. Somit war zunächst Descalvado Endpunkt der Linie.
Die Konzession für diesen Streckenbau wurde an die Companhia Mogiana vergeben, was einen offensichtlichen Bruch in deren logischer Streckenführung bedeutete. Sie gründete deshalb eine neue Gesellschaft namens Companhia Rio Claro, die die Konzession für die Verlängerung nach São Carlos und Araraquara erhielt, mit Nebenstrecken nach Jaú und Bauru, ausgehend von Itirapina.
Einige Jahre später wurde seitens der Companhia Rio Claro, die der Familie Arruda Botelho von Conde do Pinhal gehörte, eine Fusion mit der Companhia Paulista vorgeschlagen. Dies wurde aber vom damaligen Präsidenten der Companhia Paulista, Fidêncio Nepomuceno Prates abgelehnt, obgleich seine Techniker, die die Anlagen der Companhia Rio Claro besichtigt hatten, ihm die Zustimmung empfahlen.
Die Companhia Rio Claro wurde in der Folge an eine The Rio Claro Sao Paulo Railway verkauft, welche ihren Sitz in London hatte, und welche Verbesserungen der Anlagen und weitere Nebenstrecken bauen ließ.
Es kam schließlich, nach Gerüchten um eine mögliche Fusion der The Rio Claro mit der Companhia Mogiana, zum Kauf der The Rio Claro durch den Companhia-Paulista-Präsidenten Antônio da Silva Prado, im Jahr 1892, für den Preis von 2 775 000 Pfund Sterling, wovon 2 750 000 Pfund in London als Kredit aufgenommen und 25 000 Pfund sofort bezahlt wurden.
Zur gleichen Zeit wurden drei weitere kleine Eisenbahngesellschaften übernommen: die Companhia Itatibense de Estradas de Ferro (1890), die Estrada de Ferro de Santa Rita und die Companhia Descalvadense (beide 1892).
Diese Übernahmen machten der Companhia Paulista den Weg frei, weiter ins Landesinnere zu expandieren. Die Eisenbahn wurde zur treibenden Kraft der Region um die Flüsse Moji-Guaçu und Rio do Peixe, andererseits hatte sie Zubringer wie die Companhia Douradense, Noroeste do Brasil, Estrada de Ferro Araraquara, die São-Paulo-Goias, Funilense und Ramal Ferreo Campineiro.
Der Bahnhof von São Carlos wurde nach dem Kauf der The Rio Claro abgerissen und durch ein größeres Gebäude ersetzt. Nach der Einweihung des neuen Bahnhofes 1912 trafen hier die Nebenstrecken Ribeirão Bonito (Sao Carlos nach Novo Horizonte) und die Linie Água Vermelha (São Carlos nach Santa Eudóxia) auf die Hauptbahn.
Im frühen 20. Jahrhundert wurde die Eisenbahn weiter ausgebaut und reichte nun bis an die Grenze von Mato Grosso do Sul (Region Alta Paulista und Panorama, die durch Eisenbahnanbindung erst kolonisiert wurde) und bis an die Grenze von Minas Gerais (Colômbia). Auf dieser Nebenstrecke besaß die Companhia Paulista ein Kühlhaus in Barretos.
In den 1950er Jahren wuchs die Companhia Paulista weiter, indem sie die Kontrolle über die Companhia Estrada de Ferro do Dourado (1949) und Estrada de Ferro Barra Bonita (1951) übernahm.

## Modernisierung
Ab 1922 wurde, auf Initiative des damaligen Generalinspektors Francisco Paes Leme de Monlevade, ein Großteil der Hauptstrecke elektrifiziert. Die Elektrifizierung reichte bis Bauru und Araraquara. 
Die Companhia Paulista war auch das Unternehmen, das eine Reihe von technischen Verbesserungen in Brasilien einbrachte. So war es die erste Bahngesellschaft, die ihre Strecken elektrifizierte, die Waggons aus Stahl für den Reiseverkehr benutzte und diese auch später selbst in ihren Werkstätten baute, und die die Anlage von Eukalyptusplantagen förderte, um günstig an Holz für die Schwellen zu gelangen.
Die Reisezüge der Companhia Paulista erreichten einen hohen Standard in Komfort und Pünktlichkeit. Speziell der Zug R (Rapido) oder Trem Azul (Blauer Zug), der aus Waggons der drei Klassen Pullman, Erste und Zweite Klasse bestand und mit Speisewagen ausgestattet war, erreichte ein Niveau an komfortablem Reisen, wie es in Brasilien bis heute nur schwer wieder erreicht wurde.

## Wartung
Die Companhia Paulista unterhielt vier Werkstätten, wo Waggons und Lokomotiven gewartet und repariert wurden: In Jundiaí, Campinas, Rio Claro und Sao Carlos.

## Niedergang
Während der Präsidentschaft von Juscelino Kubitschek erfuhr die brasilianische Wirtschaft große Umwälzungen. Unter anderem wurde der Straßentransport auf Kosten des Schienentransports gefördert. 
Streiks und unzufriedene Mitarbeiter sowie politische Einmischung ließen das Serviceniveau sinken.
Im Jahre 1971 wurde die Companhia Paulista de Estradas de Ferro von der Ferrovia Paulista SA übernommen.